# 全知全能 (アルバム)
『全知全能』（ぜんちぜんのう）は、ポルカドットスティングレイのメジャー1枚目のフルアルバム。2017年11月8日、ユニバーサルシグマより発売。

## 概要
- メジャーデビュー作品。
- 2017年9月16日に開催された『ポルフェス13 “半泣き黒猫団女子限定ワンマン”』において発売が予告されていた。
- 初回限定盤A・B、通常盤、デジタル配信の4形態で発売。初回限定盤AはUNIVERSAL MUSIC STORE限定での販売。
- これまでのEPやミニアルバムに収録されていた楽曲も「全知全能 Ver.」として再レコーディング、収録している。
- 2017年10月16日からiTunes Storeで先行予約受付が開始されており、予約すると『サレンダー』と『レム』の2曲を先行ダウンロードできる。
- CD限定のボーナストラックとして、これまで自主制作盤にのみ収録されていた『ポルカドット・スティングレイ』を収録している。
- オリコンチャートの2017年11月20日付オリコン週間CDアルバムチャートでは16,900枚を売り上げ週間6位にランクインした。

## 販売形態
- 初回限定盤A『いつでもいっしょパック』（PDCS-1922、UNIVERSAL MUSIC STORE限定販売）
CD＋graniphコラボTシャツ
- 初回限定盤B『はじめてのぼうけんパック』（UMCK-9996）
CD＋DVD
- 通常盤（UMCK-1622）
CD

## 楽曲について
BLUE
「東京2020 オリンピック・パラリンピック競技大会開会式」の1000日前に向け、「Jump！」をテーマに書き下ろされた。
みずほフィナンシャルグループが「東京2020オリンピックゴールドパートナー」であることから、楽曲に合わせてみずほ社員約400人がダンスするコラボ動画がYouTubeに投稿されている。
レム
本作のリード曲。
PVは「レム meets ヨーグリーナ＆サントリー天然水」と題し制作された。監督は東市篤憲・かとうみさと。また、このPVは2017年10月15日に開催された『ポルフェス14 “教祖爆誕ワンマン”』の公演中にも公開された。

## 収録曲

### CD（全形態共通）
- 全作詞／全作曲：雫、全編曲：ポルカドットスティングレイ

| #   | タイトル                                                                               | 作詞 | 作曲・編曲 | 時間  |
| --- | -------------------------------------------------------------------------------------- | ---- | ---------- | ----- |
| 1.  | 「テレキャスター・ストライプ（全知全能 Ver.）」                                        |      |            | 3：52 |
| 2.  | 「BLUE」                                                                               |      |            | 2：12 |
| 3.  | 「人魚（全知全能 Ver.）」                                                              |      |            | 3：37 |
| 4.  | 「フレミング」                                                                         |      |            | 4：03 |
| 5.  | 「エレクトリック・パブリック（全知全能 Ver.）」                                        |      |            | 3：37 |
| 6.  | 「サレンダー」(ソーシャルゲーム「23／7 －トゥエンティ スリー セブン－」イメージソング) |      |            | 3：29 |
| 7.  | 「夜明けのオレンジ（全知全能 Ver.）」                                                  |      |            | 3：24 |
| 8.  | 「顔も覚えてない」                                                                     |      |            | 3：16 |
| 9.  | 「ジェット・ラグ」                                                                     |      |            | 3：03 |
| 10. | 「シンクロニシカ（全知全能 Ver.）」                                                    |      |            | 4：39 |
| 11. | 「極楽灯」                                                                             |      |            | 4：43 |
| 12. | 「ショートショート」(PlayStation 4「僕らの真ん中にPS4篇」CMソング)                     |      |            | 4：12 |
| 13. | 「レム」                                                                               |      |            | 4：43 |
| 14. | 「ポルカドット・スティングレイ（全知全能 Ver.）」(CD限定ボーナストラック)              |      |            | 5：34 |

### DVD（初回限定盤B）
| #  | タイトル                                         | 作詞 | 作曲・編曲 |
| -- | ------------------------------------------------ | ---- | ---------- |
| 1. | 「アニメーションムービー『はじめてのぼうけん』」 |      |            |

## 参加ミュージシャン
- Keyboard：高野勲（#4・11）
- Violin：長谷川カオナシ（#13）
- 大声：ヤバイTシャツ屋さん（#8）